# Amathia guernseii
Amathia guernseii är en mossdjursart som beskrevs av Chimonides 1987. Amathia guernseii ingår i släktet Amathia och familjen Vesiculariidae. Inga underarter finns listade i Catalogue of Life.